# Мертвий якір

Однорогий адміралтейський якір

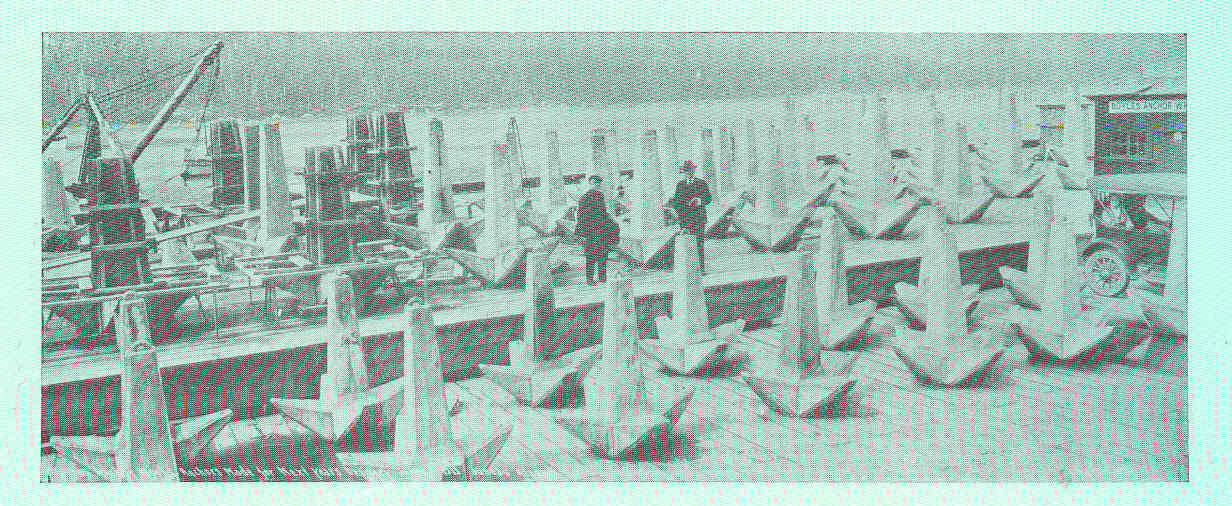
Бетонні якорі

Мертвий якір — якір для тривалого закріплення плавучих об'єктів (швартових бочок, бриделів, буїв, плавучих маяків тощо). Мертві якорі укладають на місце плавучим краном або кілектором. У деяких випадках для збільшення тримної сили якоря при його укладанні розмивають ґрунт (за винятком адміралтейського і гвинтового). Недоліком всіх мертвих якорів є те, що їх не можна періодично оглядати внаслідок неможливості їх підйому зі дна.
Залежно від конструкції, розрізняють такі види мертвих якорів:
- Однорогий адміралтейський — адміралтейський якір зі зрізаним рогом (щоб не чіплявся за днища суден на мілководді), встановлюється водолазом;
- Сегментоподібний якір — чавунна відливка у формі сферичного сегмента з виїмкою в нижній частині і обухом для якірного ланцюга у верхній, використовується на м'яких ґрунтах, де він тримається за рахунок присмоктування;
- Грибоподібний якір — якір у формі сферичного сегмента з веретеном, потовщеним на верхньому кінці (для забезпечення його горизонтального положення);
- Гвинтовий якір (якір Мічельса) — сталевий стрижень з приливком у формі гвинта, угвинчується в дно за допомогою вертикальної багатосекційної штанги і важеля-воротка;
- Залізобетонний якір («жабка») — у вигляді зрізаної піраміди із залізобетону, з виїмкою в нижній частині і обухом для якірного ланцюга у верхній.

## Галерея

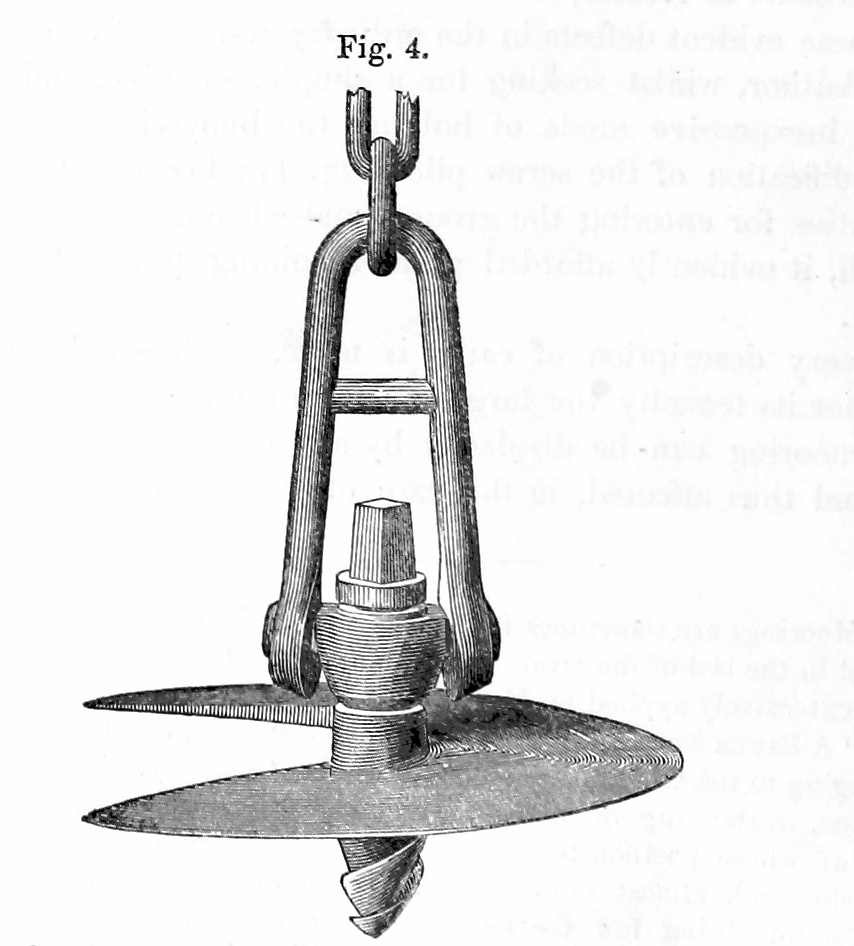
Гвинтовий якір
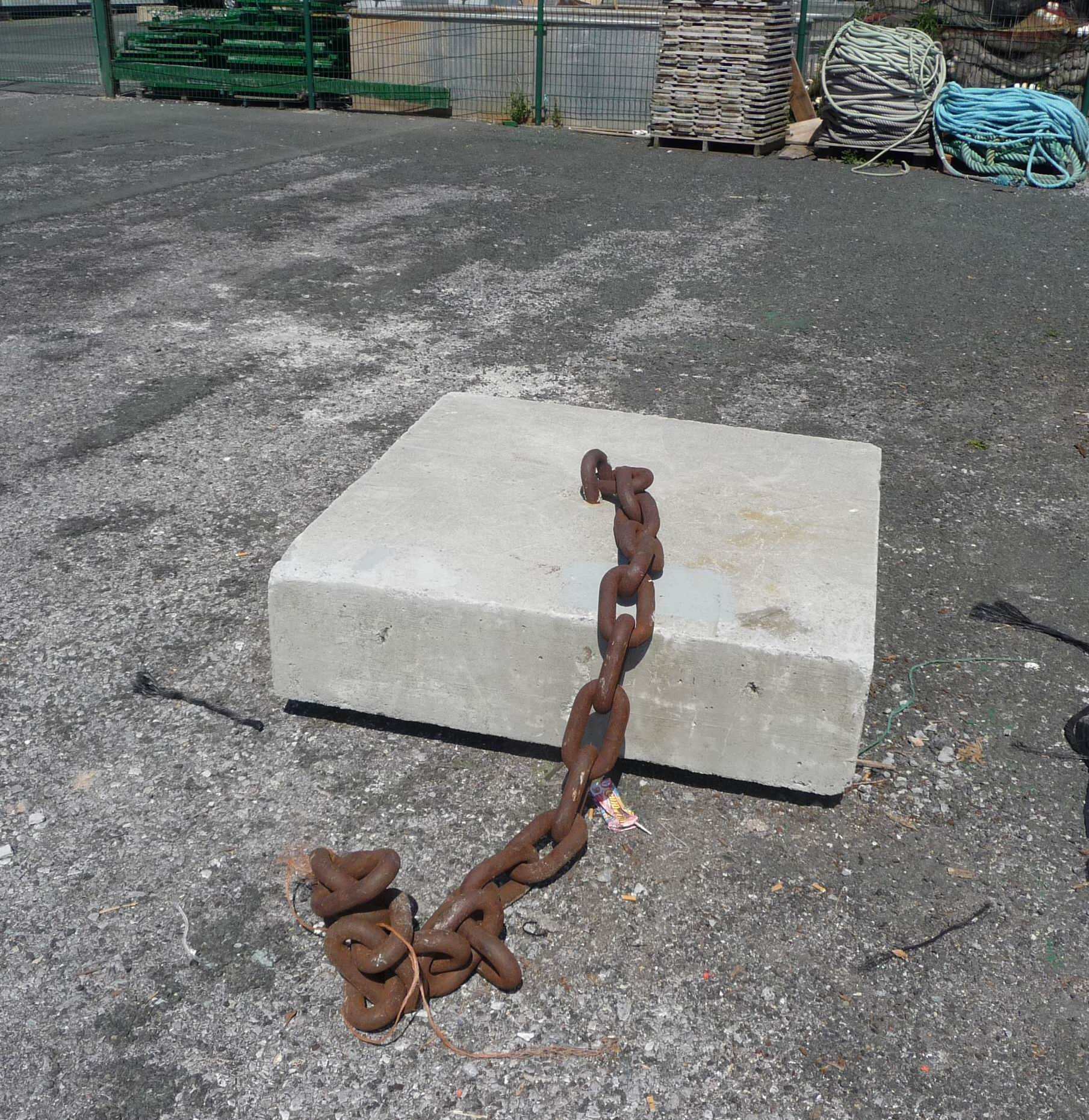
Бетонний якір
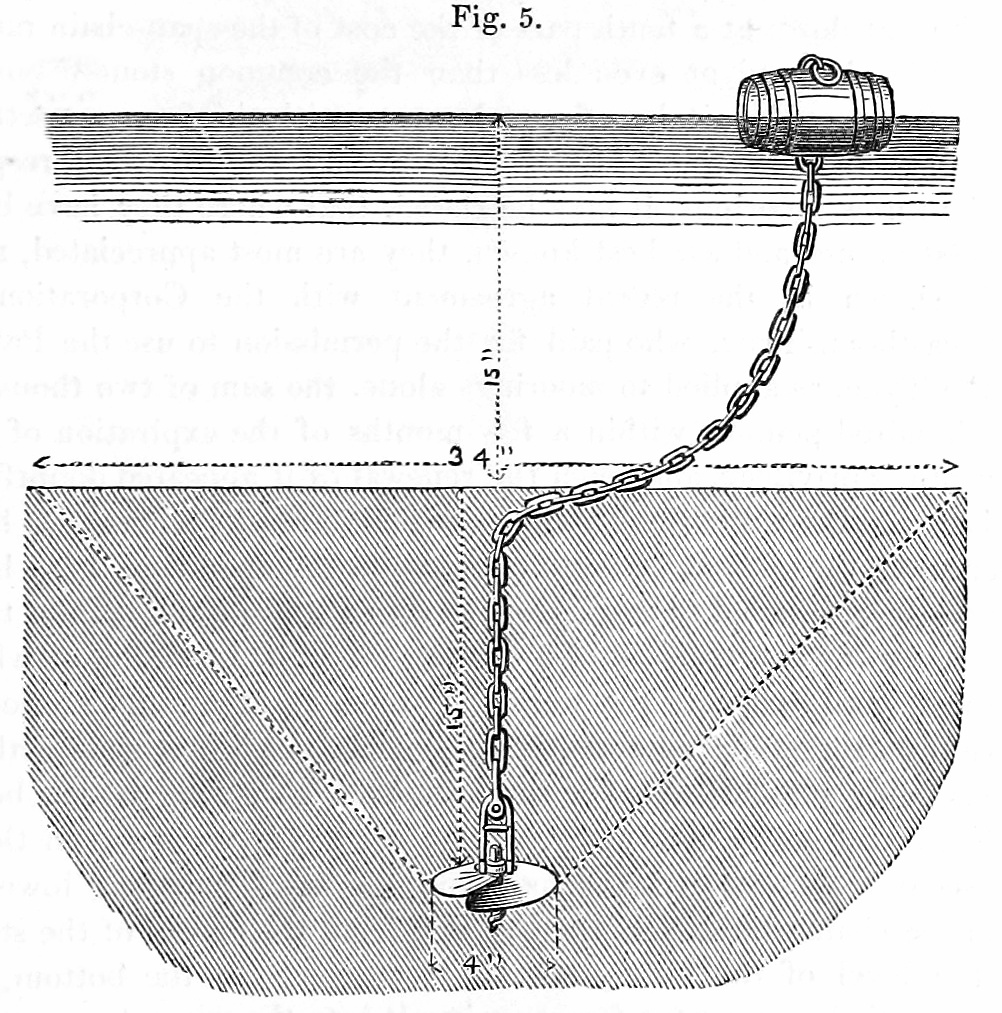
Швартова бочка на гвинтовому якорі
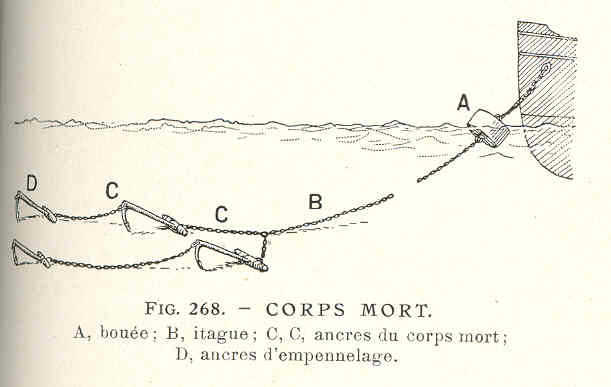
Бридель на однорогих якорях
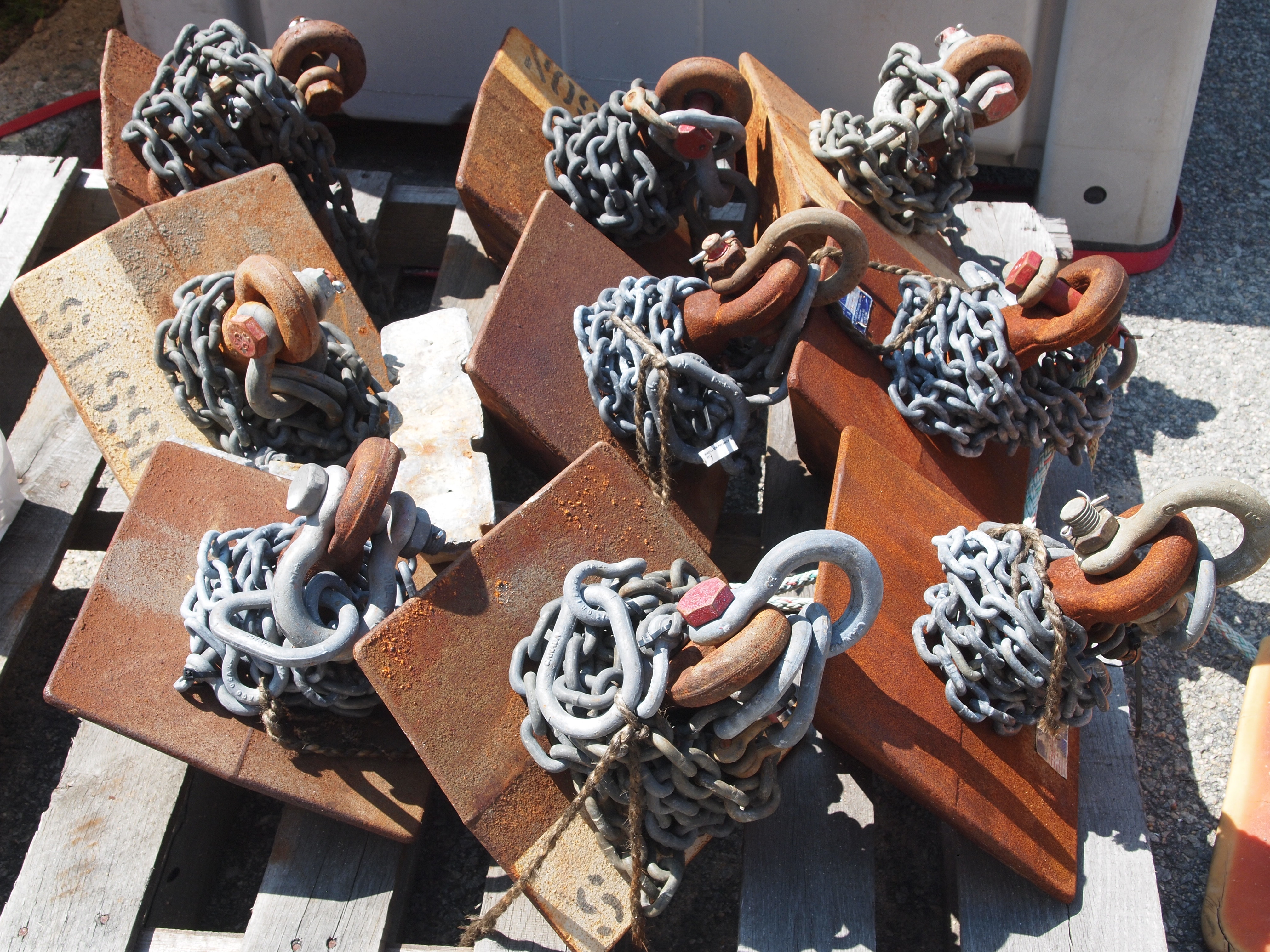
Сталеві пірамідальні якорі
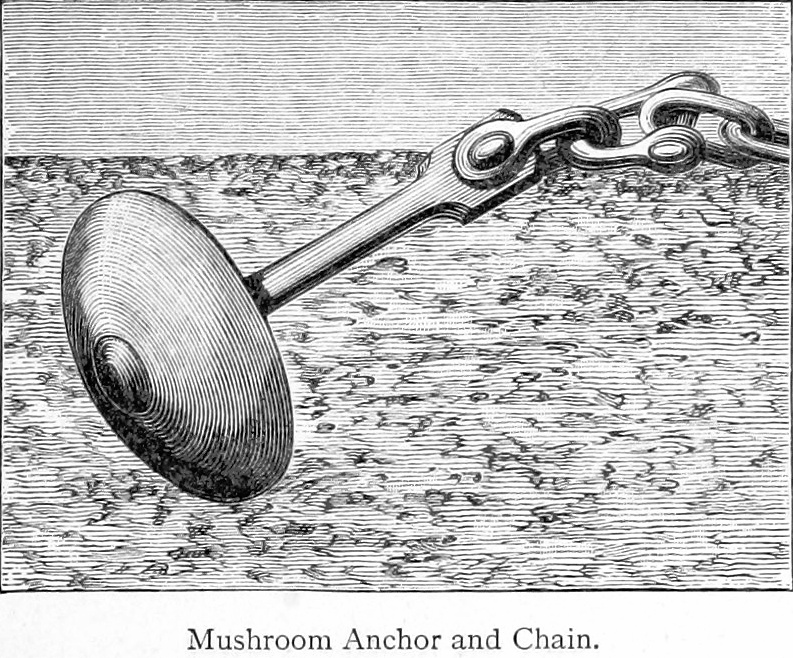
Грибоподібний якір